# Andören (Vaasa)
Andören est une île de l'archipel de Vaasa à Vaasa en Finlande,.

## Géographie
La superficie de l'île est de 6,4 hectares et sa longueur maximale est de 0,42 km du nord au sud.